# Parempheriella septentrionalis
Parempheriella septentrionalis är en tvåvingeart som beskrevs av Loïc Matile 1999. Parempheriella septentrionalis ingår i släktet Parempheriella och familjen svampmyggor. Inga underarter finns listade i Catalogue of Life.